# Mina de Las Herrerías

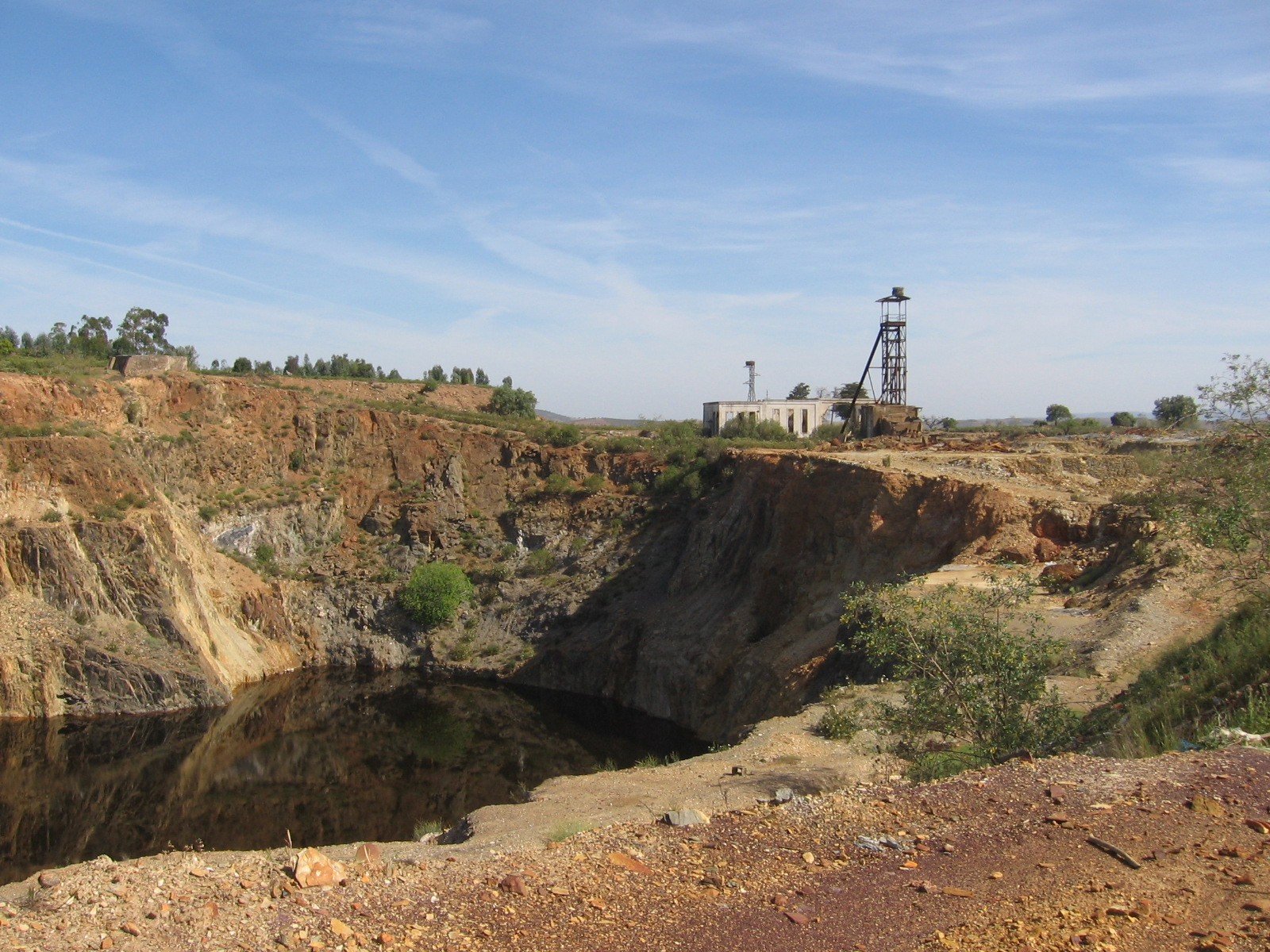
Corta de la mina, en 2009.

Mina de Las Herrerías y la respectiva aldea minera es una emblemática explotación minera tanto bajo tierra como a cielo abierto desde el siglo XIX. Se encuentra cerca de la localidad de Puebla de Guzmán, en la provincia de Huelva, Andalucía, España.

## Historia
Al igual que en otros yacimientos de la Faja pirítica ibérica, hay constancia de que en época romana se realizaron labores mineras en Herrerías. Los estudios contemporáneos de los escoriales romanos de la zona han indicado que la plata fue el metal de mayor producción durante este período. Con posterioridad a este período los yacimientos estuvieron sin actividad y no sería hasta finales del siglo XIX cuando se reactivó la explotación minera de Herrerías por parte del capital extranjero. Ya en 1853 la zona había sido visitada por el ingeniero francés Ernest Deligny.
Fue explotada entre los años 1880 y 1885 por la compañía The Bedel Metal & Chemical Company Limited, de capital británica, y posteriormente por la francesa Société Anonyme de Saint Gobain, la Sociedad minera del Guadiana y la Sociedad Anónima Minas de Herrerías. En 1909 la explotación en pozos y galerías se alternó con las de cielo abierto y el manganeso dio paso a la pirita. Entre los principales clientes de Herrerías se encontraban las empresas Productos Químicos Ibéricos, Sociedad Ibérica del Nitrógeno o Sefanitro. Se llegó a construir una línea de vía estrecha para enlazar las instalaciones mineras con el puerto de La Laja, en el río Guadiana. El trazado del denominado ferrocarril del Guadiana tenía 30 kilómetros de longitud y transitaba a través de una serie de curvas a orillas del río, descendiendo hasta alcanzar el cargadero de mineral en La Laja. La línea fue clausurada al tráfico en 1966. La actividad de las minas fue decayendo hasta que se cerraron en 1990.